# Lista över offentlig konst i Mölndals kommun
Lista över offentlig konst i Mölndals kommun är en ofullständig förteckning över främst utomhusplacerad offentlig konst i Mölndals kommun. 
| Titel                                 | Konstnär(er)                  | Årtal | Beskrivning | Typ - material                                          | Plats Koordinater                                                                      | Bild         |
| ------------------------------------- | ----------------------------- | ----- | ----------- | ------------------------------------------------------- | -------------------------------------------------------------------------------------- | ------------ |
| Rockskört                             | Pål Svensson                  | 1992  |             | Skulptur, monolit - Sten diabas, råkilad/sågad          | Kållereds centrum, Gamla Riksvägen, Kållered 57.60997, 12.04992                        | Rockskört    |
| Passage                               | Yngve Brothén                 | 2002  |             | Konstnärlig gatugestaltning - Sten, glas och fiberoptik | Brogatans anslutning till Göteborgsvägen, Mölndals centrum, Mölndal 57.65579, 12.01703 | Passage      |
| Faesbiaergha                          | Roland Anderson               | 1991  |             | Fontänskulptur - Sten/diabas                            | Stadshusplan, Mölndal 57.65744, 12.01511                                               | Faesbiaergha |
| Trafikplats Mölndalsbro               | Mats Theselius Håkan Johnsson | 2003  |             | Helhetsgestaltning av trafikmiljö                       | Mölndals Centrum koordinater saknas                                                    |              |
| Naked lady                            | Fernando Botero               | 2009  |             | Skulptur                                                | Kappahls huvudkontor, Idrottsvägen 14 57.65025, 11.99143                               | Naked lady   |
| Balansgång                            | Eva Berggren                  |       |             | Skulptur                                                | Aktiviteten, Frejagatan 57.65577, 12.00609                                             | Balansgång   |
| Bolle                                 | Graham Stacy                  | 1984  |             | Skulptur                                                | Stadshusplatsen framför Folkets hus. 57.65783, 12.01534                                | Bolle        |
| Akta Jorden Även känd som: Moder Jord | Britta Nehrman                | 1980  |             | Skulptur                                                | Torgstigen 57.65634, 12.01443                                                          | Akta Jorden  |
| Albert                                | Lars Spaak                    | 1984  |             | Skulptur                                                | Alberts torg 57.65569, 12.01515                                                        | Albert       |
| Bossanova                             | Bertil Lundgren               | 1964  |             | Skulptur                                                | Jungfruplatsen 57.65911, 12.0008                                                       | Bossanova    |
| Drömmarnas ko                         | Jill Lindström                | 1996  |             | Skulptur                                                | Utanför entrén till Fässbergshemmet. 57.66501, 11.98953                                |              |